# 慶嬪金氏
慶嬪金氏（경빈김씨，1832年—1907年），朝鮮憲宗的後宮嬪御，本貫光山，監司金在清與妻平山申氏之女。

## 生平
生於純祖三十二年八月二十七日。憲宗十三年(1847年)，因為憲宗久無子，為此進行後宮揀擇，金氏被選為後宮
，受封為「慶嬪」，宮號為「順和」。在憲宗過世後，金氏一個人度過漫長的守寡歲月，於高宗四十四年四月二十一日（西元1907年6月1日）病逝，享壽76歲（虛歲）。

## 家族
| 关系       | 姓名     | 生卒年    | 封号/职位                | 备注                         |
| ---------- | -------- | --------- | ------------------------ | ---------------------------- |
| 高祖父     | 金仁泽   | 1679—1755 | 赠司仆寺正               |                              |
| 高祖母     | 韩山李氏 | 1679—1759 |                          | 郡守李浻之女                 |
| 生养高祖父 | 金天泽   | 1687—1758 | 敦宁府都正               | 金相说出继                   |
| 生养高祖母 | 罗州林氏 | 1686—1766 |                          | 副正林世让之女               |
| 生养高祖父 | 金庆泽   | 1696—1714 | 赠左赞成                 |                              |
| 生养高祖母 | 德水李氏 | 1697—1756 |                          | 都正李台镇之女               |
| 本生高祖父 | 金圣泽   | 1691—1741 | 礼山县监、赠吏曹参判     | 金相翊出继                   |
| 本生高祖母 | 林川赵氏 | 1691—1756 |                          | 判官赵正谊之女               |
| 本生曾祖父 | 金相翊   | 1721—1781 | 刑曹参判、赠领议政       | 金箕宪出继                   |
| 本生曾祖母 | 南阳洪氏 | 1722—1786 |                          | 县监洪启百之女               |
| 曾祖父     | 金相说   | 1707—1772 | 绫州牧使、赠吏曹参议     |                              |
| 曾祖母     | 杞溪俞氏 | 1708—1726 |                          | 正郎俞学基之女               |
| 曾祖母     | 清州韩氏 | 1711—1756 |                          | 奉事韩光祖之女               |
| 祖父       | 金箕宪   | 1749—1816 | 尚州牧使、赠吏曹参判     |                              |
| 祖母       | 骊兴闵氏 | 1749—1800 |                          | 左承旨闵百顺之女             |
| 祖母       | 德水李氏 | 1780—1852 |                          | 李亨彬之女                   |
| 叔祖父     | 金箕性   | 1752—1811 | 光恩尉                   | 尚清衍公主                   |
| 从伯父     | 金在昌   | 1770—1849 | 大匡辅国吏曹判书         |                              |
| 从伯父     | 金在三   | 1775—1837 | 刑曹参判                 |                              |
| 从兄       | 金胤炫   | 1825—1902 | 嘉善洪州牧使             | 过继                         |
| 叔父       | 金在敬   | 1791—1864 | 右副承旨                 | 过继                         |
| 从兄       | 金胄炫   | 1816—1865 | 富平府使                 |                              |
| 从兄       | 金胤炫   | 1825—1902 | 嘉善洪州牧使             | 出继                         |
| 从弟       | 金稷铉   | 1840—1908 | 庆尚北道观察使           |                              |
| 从弟       | 金文铉   | 1846—1899 | 礼曹判书                 | 出继                         |
| 父         | 金在清   | 1807—1855 | 黄海道观察使、赠吏曹判书 |                              |
| 母         | 平山申氏 | 1805—1871 |                          |                              |
| 弟         | 金膺铉   | 1834—1851 |                          | 配吏曹判书申锡愚之女平山申氏 |
| 弟         | 金文铉   | 1846—1899 | 礼曹判书                 | 配进士洪在行之女南阳洪氏     |
| 庶弟       | 金正铉   | 1849—1906 | 龙仁县令                 |                              |

## 附註
1. ↑  《慶嬪金氏墓誌》……考監司諱在清，妣平山申氏，縣監命河女，以壬辰八月二十七日生……
2. ↑  《憲宗實錄》14卷，憲宗13年（1847年 / 丁未年 / 清道光27年）7月18日（乙未）
  - 乙未/大王大妃，以諺敎下于賓廳曰：「五百年宗社之托，惟在主上一身，而春秋漸盛，螽斯之慶，尙今晼晩。不幸坤殿有疾恙，不可以藥治期望，此非但未亡人曁王大妃情事悶鬱而已，擧國顒望之心所同然也。祖宗陟降之靈，其所企待，尤當如何？今日大事，廣求儲嗣爲急，若趑趄不言，虛度歲月，則憂慮罔措，不知所屆，謹遵國朝已例，揀選士族中處子，置諸嬪御，則廣嗣之道，惟在於此。今此諺敎于朝廷，極爲不安，而此實邦家大計，故不得不如是縷縷，卿等須思有宗社大慶之道焉。」
  - 召見時原任大臣禮堂于誠正閣。 敎曰：「慈敎如此懇切，謹當奉承矣。自十四歲至十九歲處子，禁婚。」
3. ↑  《憲宗實錄》14卷，憲宗13年（1847年 / 丁未年 / 清道光27年）10月20日（丙寅）
  - 丙寅/冊金氏爲慶嬪, 主簿在清女也。
4. ↑  《慶嬪金氏墓誌》……越八日乙亥笄禮成，封爵慶嬪，宮曰順和。……
5. ↑  《高宗實錄》48卷，高宗44年（1907年 / 丁未年 / 大韓光武11年）6月1日（陽曆）
  - 慶嬪金氏卒。
6. ↑  《慶嬪金氏墓誌》……四月二十一日卯時告終，享年七十六。……